# Syrphus congolensis
Syrphus congolensis är en tvåvingeart som beskrevs av Herve-bazin 1914. Syrphus congolensis ingår i släktet solblomflugor, och familjen blomflugor.
Artens utbredningsområde är Kongo. Inga underarter finns listade i Catalogue of Life.